# Gun (bastão)

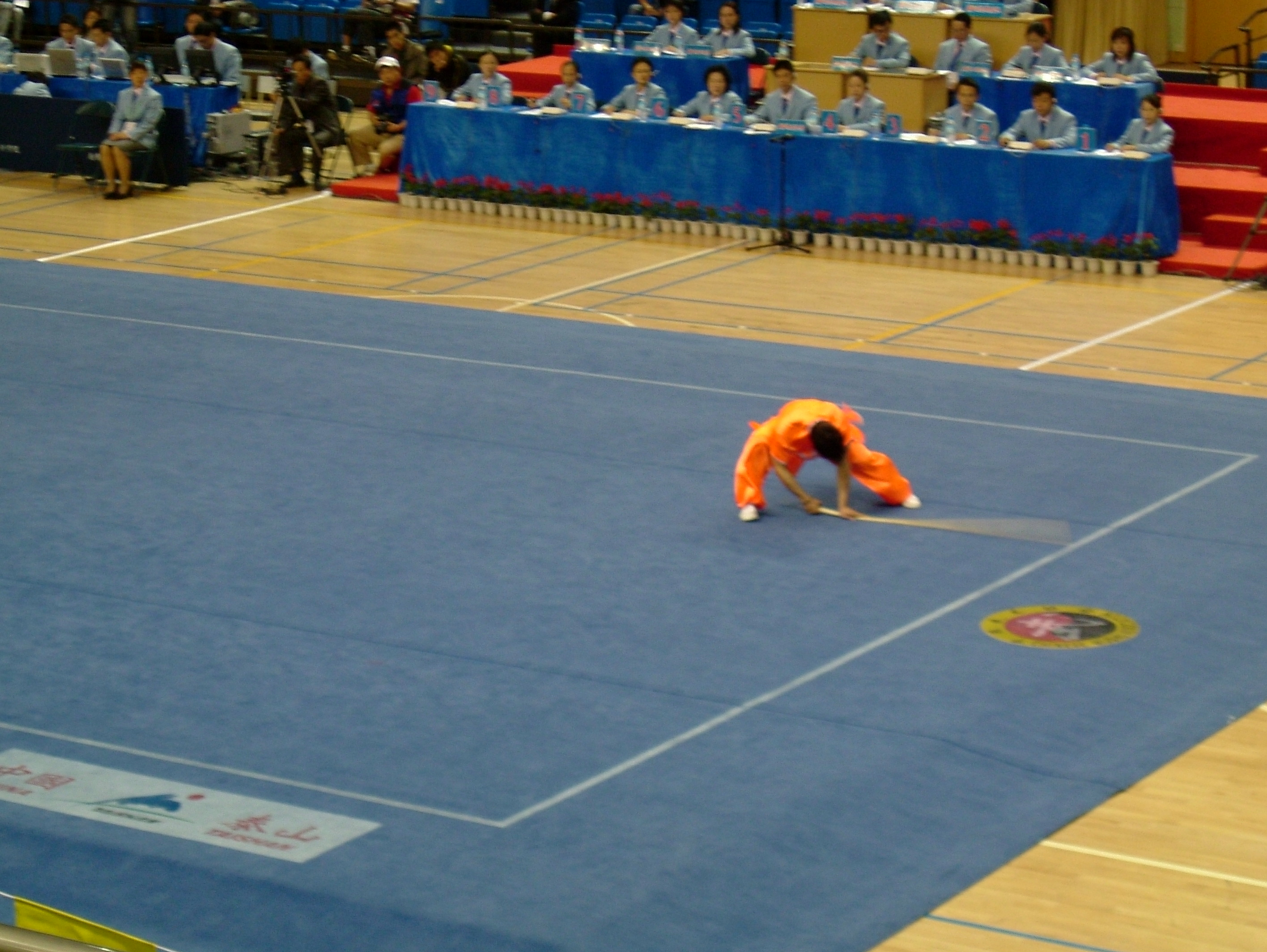
Demonstração de sequência de wushu com bastão Gun no "10º All China Games".

Exemplos de bastões chineses utilizados em artes marciais.

Gun (棍) (pinyin: gùn) é uma designação geral dos bastões longos empregados como armas nas artes marciais chinesas.
O gun é confeccionado com uma extremidade mais grossa na base e mais fina perto do topo, é cortado de modo a ter aproximadamente a mesma altura de seu usuário.
Tradicionalmente este tipo de bastão é feito da madeira chinesa conhecida como "wax wood" (Ligustrum lucidum), um material forte e flexível, ideal para este tipo de arma.
Versões modernas podem ter partes feitas em metal ou borracha.

## Tipos de gun
Os tipos de gun mais utilizados atualmente para treinamento ou competição são:
- Bailangan (白栏杆 ou 白欄杆) (pinyin: bái lángān)

- Nangun (南棍) (pinyin: nángùn)